# Gemma Font
Gemma Font Oliveras (Tagamanent, Barcelona; 23 de octubre de 1999) es una futbolista española que juega como guardameta. Actualmente milita en el Fútbol Club Barcelona en Primera División de España.
Se formó en las categorías inferiores del Barça, pasando por todos los equipos de la sección femenina hasta debutar con el primer equipo en 2021.

## Trayectoria

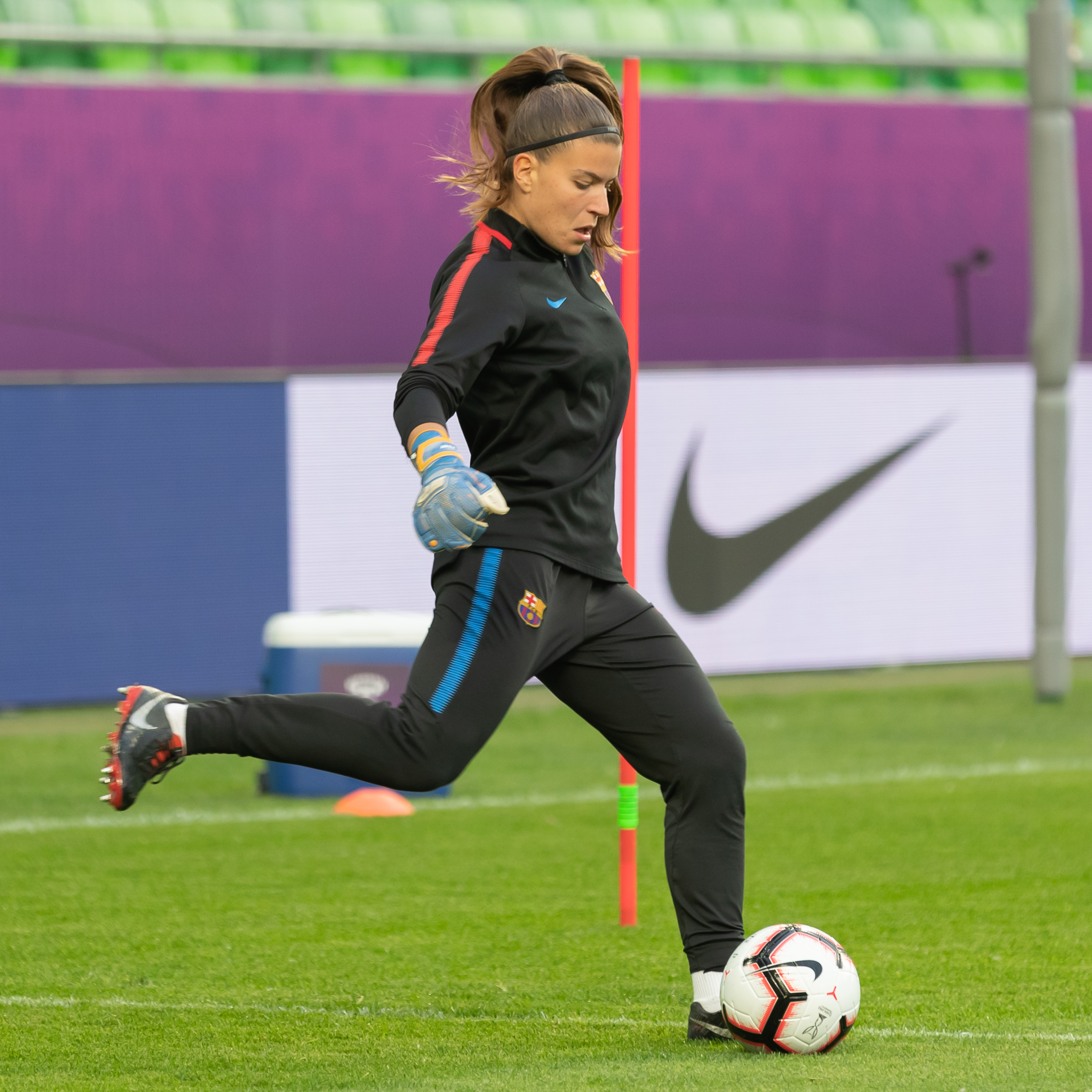
Font entrenando en la Final de la Liga de Campeones 2019.

### Inicios
Nacida en Tagamanent en la localidad de Vallés Oriental de la Provincia de Barcelona, Gemma se inicia bajo los palos en 2013 al llegar al fútbol base del Fútbol Club Barcelona con 13 años, en donde pasaría por todas las categorías inferiores azulgranas.
Se incorpora al Barça "B" en la temporada 2015-2016, pasando a competir en la Segunda División de España, con quienes se proclamaría campeona del Grupo III por tres campeonatos consecutivos, siendo la portera titular en cada uno de ellos.

### F. C. Barcelona
Fue convocada para ser suplente de Sandra Paños durante la Copa de la Reina 2016, estando en una dinámica entre el primer equipo y el filial culé. Se suma a la dinámica del primer equipo como tercera portera de la temporada 2018-2019, incorporándose junto a la mexicana Pamela Tajonar.
El 10 de junio de 2020, tras dos temporadas alternando entrenamientos entre el primer equipo y el Barça "B", renueva su contrato como azulgrana extendiéndose por dos temporadas más y pasando de forma definitiva a la plantilla culé.
Realiza su debut oficial con el primer equipo el 20 de enero de 2021, entrando en el entretiempo de la victoria por 7-0 ante el Rayo Vallecano por la Liga Iberdrola. Al final de la temporada, las azulgranas se coronarían como campeonas de Liga, Copa de la Reina y Liga de Campeones.

## Clubes
| Equipo                        | País   | Años          |
| ----------------------------- | ------ | ------------- |
| F. C. Barcelona (fútbol base) | España | 2013 - 2015   |
| F. C. Barcelona "B"           | España | 2015 - 2018   |
| F. C. Barcelona               | España | 2016 - 2025 ' |

## Estadísticas
| Club                         | Temporada           | Liga                | Liga  | Liga  | Copa  | Copa  | Continental | Continental | Total | Total |
| Club                         | Temporada           | Div.                | Part. | Goles | Part. | Goles | Part.       | Goles       | Part. | Goles |
| ---------------------------- | ------------------- | ------------------- | ----- | ----- | ----- | ----- | ----------- | ----------- | ----- | ----- |
| F. C. Barcelona "B" · España | 2019-20             | 2ª                  | 14    | 0     | -     | -     | -           | -           | 14    | 0     |
| F. C. Barcelona "B" · España | 2020-21             | 2ª                  | 8     | 0     | -     | -     | -           | -           | 8     | 0     |
| F. C. Barcelona "B" · España | Total               | Total               | 22    | 0     | -     | -     | -           | -           | 22    | 0     |
| F. C. Barcelona · España     | 2020-21             | 1ª                  | 4     | 0     | -     | -     | 1           | 0           | 5     | 0     |
| F. C. Barcelona · España     | 2021-22             | 1ª                  | 0     | 0     | -     | -     | -           | -           | 0     | 0     |
| F. C. Barcelona · España     | Total               | Total               | 4     | 0     | -     | -     | 1           | 0           | 5     | 0     |
| Total en su carrera          | Total en su carrera | Total en su carrera | 26    | 0     | 0     | 0     | 1           | 0           | 27    | 0     |

## Palmarés

### Campeonatos nacionales
| Título              | Club                | País   | Año  |
| ------------------- | ------------------- | ------ | ---- |
| Segunda División    | F. C. Barcelona "B" | España | 2016 |
| Segunda División    | F. C. Barcelona "B" | España | 2017 |
| Segunda División    | F. C. Barcelona "B" | España | 2018 |
| Copa de la Reina    | F. C. Barcelona     | España | 2017 |
| Copa de la Reina    | F. C. Barcelona     | España | 2018 |
| Supercopa de España | F. C. Barcelona     | España | 2020 |
| Primera División    | F. C. Barcelona     | España | 2020 |
| Copa de la Reina    | F. C. Barcelona     | España | 2020 |
| Primera División    | F. C. Barcelona     | España | 2021 |
| Copa de la Reina    | F. C. Barcelona     | España | 2021 |
| Supercopa de España | F. C. Barcelona     | España | 2022 |
| Primera Iberdrola   | F. C. Barcelona     | España | 2022 |

### Campeonatos internacionales
| Título            | Equipo          | Sede   | Año  |
| ----------------- | --------------- | ------ | ---- |
| Liga de Campeones | F. C. Barcelona | Suecia | 2021 |

### Campeonatos regionales
| Título        | Club            | País     | Año  |
| ------------- | --------------- | -------- | ---- |
| Copa Cataluña | F. C. Barcelona | Cataluña | 2017 |
| Copa Cataluña | F. C. Barcelona | Cataluña | 2018 |
| Copa Cataluña | F. C. Barcelona | Cataluña | 2019 |